# Jednolity mechanizm restrukturyzacji i uporządkowanej likwidacji
Jednolity mechanizm restrukturyzacji i uporządkowanej likwidacji – jednolite zasady i jednolita procedura restrukturyzacji i uporządkowanej likwidacji instytucji kredytowych i niektórych firm inwestycyjnych ustanowione Rozporządzeniem Parlamentu Europejskiego i Rady (UE) nr 806/2014 z dnia 15 lipca 2014 r.
Jednolity mechanizm restrukturyzacji i uporządkowanej likwidacji tworzą Jednolita Rada ds. Restrukturyzacji i Uporządkowanej Likwidacji, Rada, Komisja i organy ds. restrukturyzacji i uporządkowanej likwidacji uczestniczących państw członkowskich.
Jednolity mechanizm restrukturyzacji i uporządkowanej likwidacji jest wspierany jednolitym funduszem restrukturyzacji i uporządkowanej likwidacji.